# Кошутово (Лепосавић)
Кошутово на албанском Koshtovë је насеље у општини Лепосавић на Косову и Метохији. Површина катастарске општине Кошутово где је атар насеља износи 1.181 ha. По положају спада у брдска насеља и налази се са десне стране Ибра и магистралног пута Косовска Митровица – Рашка, 18 km јужно од Лепосавића. Кроз атар села пролази Кошутовски поток који се са десне стране улива у Бистричку реку. У саобраћајном погледу село нема повољан положај, јер је ван свих важнијих комуникација које воде долином Ибра. До села води пут који даље иде према Шаљској Бистрици.

## Демографија
- попис становништва 1948: 199
- попис становништва 1953: 213
- попис становништва 1961: 238
- попис становништва 1971: 291
- попис становништва 1981: 297
- попис становништва 1991: 317

У селу 2004. године живи 37 становника, већина становништва је избегла из насеља. Ово је једно од 3 села са албанском етничком већином у општини Лепосавић. Данашње становништво чине родови : Ахмети, Аслани, Баћири, Бактеши, Бислими, Есет, Фетахи, Фетаху, Хасани, Иса, Меха, Мурсељи, Муса, Ручити, Садику, Сељвије и Весељи.